# لیگ فوتبال استان قم
لیگ استان قم بالاترین سطح فوتبال در استان قم می‌باشد که در پنجمین سطح از فوتبال ایران و بعد از لیگ دسته سوم فوتبال ایران قرار دارد. قهرمان این جام به مسابقات کشوری لیگ دسته سوم فوتبال ایران راه می‌یابد و جواز حضور در جام حذفی را کسب می‌کند.
این مسابقات بخشی از برنامه ویژه آسیا است.

## نحوه برگزاری
مسابقات در یک مرحله و بین ۱۲ تیم و در دو گروه ۶ تیمی برگزار می‌شود. قهرمان لیگ به لیگ دسته سوم فوتبال ایران صعود می‌کنداین مسابقات هر سال توسط هیئت فوتبال استان قم برگزار می‌شود.

## فصل ۱۴۰۰_۱۴۰۱
تیم‌های حاضر
- پاناسیرو
- نوینو
- فدک
- سیاهجامگان
- عقاب
- مهام پلیمر
- هما
- وحدت شریف
- شهباز
- پیام
- ذوالفقار
- افشید